# Tetrastigma caudatum
Tetrastigma caudatum là một loài thực vật hai lá mầm trong họ Nho. Loài này được Merr. & Chun miêu tả khoa học đầu tiên năm 1935.